# Dytiscus latissimus
Dytiscus latissimus là một loài bọ cánh cứng thuộc họ Dytiscidae. Nó được tìm thấy ở Áo, Belarus, Bỉ, Bosna và Hercegovina, Croatia, Cộng hòa Séc, Đan Mạch, Estonia, Phần Lan, Pháp, Đức, Hungary, Ý, Latvia, Litva, Luxembourg, Hà Lan, Na Uy, Ba Lan, România, Nga, Slovakia, Thụy Điển, Thụy Sĩ và Ukraina.

## Hình ảnh

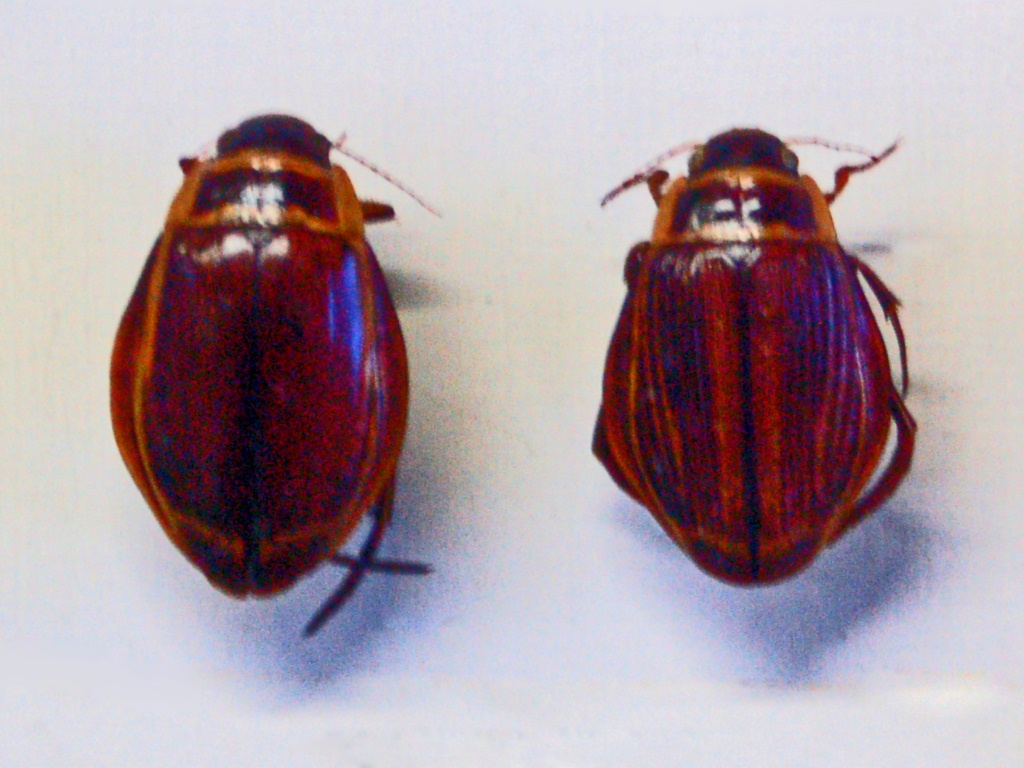
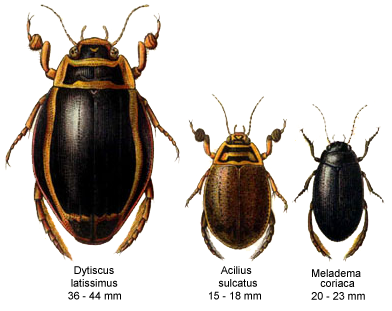
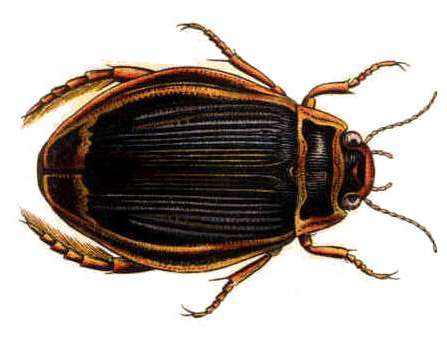
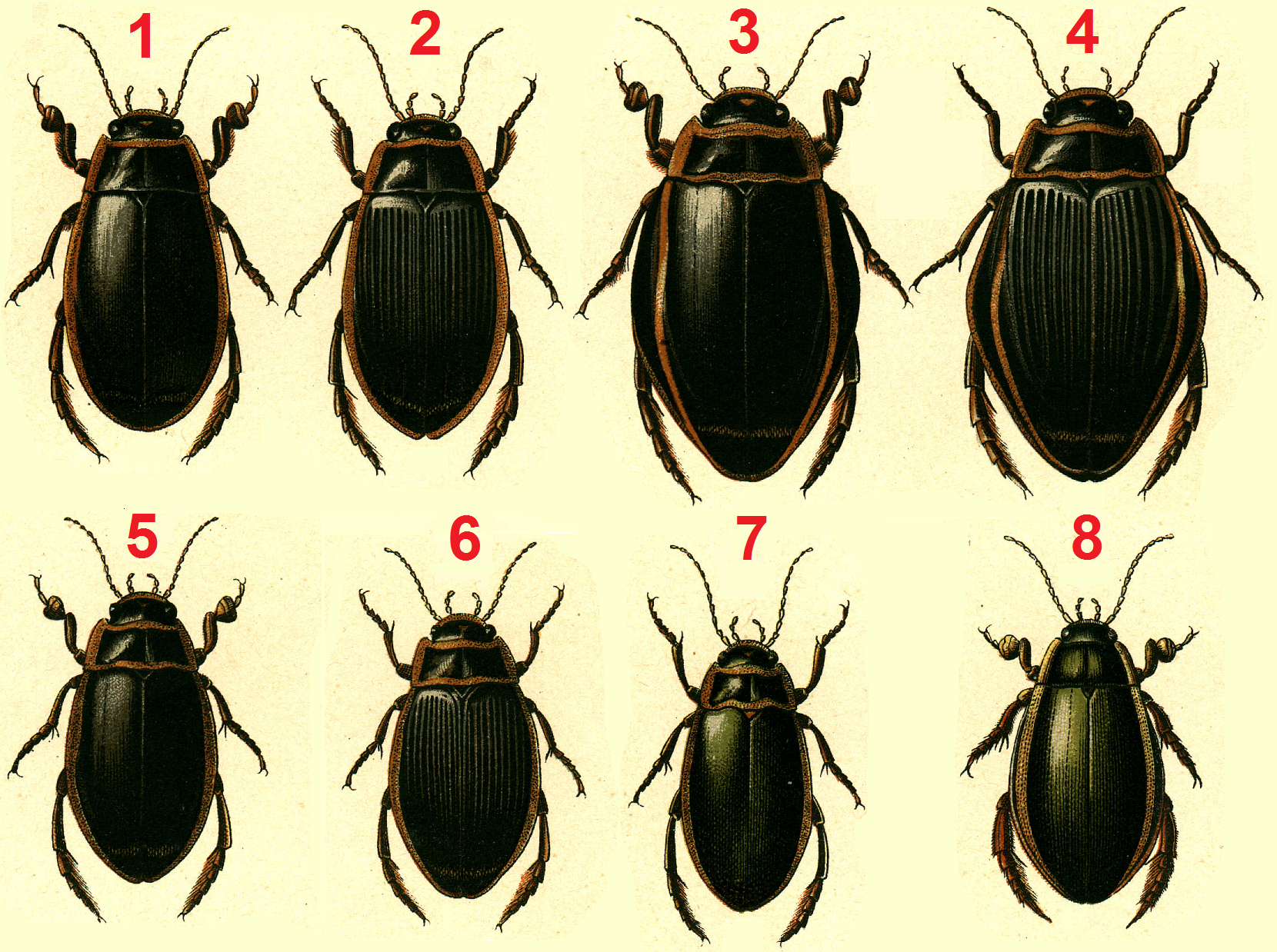